# Titti Åhs
Inger Eleonora Åhs, känd som Titti Åhs, ogift Henrekson, född 12 mars 1922 i Klosterstad i Sankt Pers socken utanför Vadstena, död 27 januari 2014 i Södertälje, var en svensk målare, teckningslärare och textilkonstnär. 
Åhs studerade vid Konstfackskolan i Stockholm och Hovedskous målarskola i Göteborg samt vid Grande Yominers målarskola och Académie de la Grande Chaumière i Paris. När hon återvände till Sverige fick hon anställning vid Hovedskous målarskola som extralärare och en sorts allt-i-allo. Efter en tid flyttade hon till Stockholm och vidare till Södertälje där hon anställdes som teckningslärare på Gamla Flickskolan. Hon genomförde sin sista utställning på Färila konsthall 2009.
Bland hennes offentliga arbeten märks gobelängen Mötas och skiljas i entréhallen på Södertälje sjukhus med motiv från Södertälje kanal.  
Åhs är representerad vid Stockholms länslandsting, Västmanlands läns landsting, Södertälje kommun, Folketshusföreningens Riksförbund och Våra Gårdar.
Hon gifte sig 1953 med arkitekten Bengt Lennart Nordström (1918–1965), efter skilsmässa gifte hon sig 1966 med Torbjörn Åhs.